# Otto Winkelmann (katona)
Otto Winkelmann (Bordesholm, 1894. szeptember 4. – Bordesholm, 1977. szeptember 24.) német rendőrtiszt, Obergruppenführer az SS-ben, aki Magyarország 1944-es német megszállását követően az országban állomásozó SS és rendőri csapatok főparancsnoki tisztségét látta el.

## Élete
Otto Winkelmann a Kiel melletti Bordesholm kisvárosban született, 1894. szeptember 4-én egy állami hivatalnok fiaként. Elvégezte a jogi egyetemet, de szakmájában már nem tudott dolgozni, mert az első világháború kitörését követően besorozták katonának. A háború végéig a fronton harcolt, a harcokban tanúsított érdemeiért a Vaskereszt másodosztálya, majd az első osztálya kitüntetésben is részesült. A háború után belépett a Freikorpsba, majd 1919 novemberében a német rendőrséghez is csatlakozott, ahol már decemberben hadnagyi rangot kapott. 1923-ban százados lett, majd 1930-ban Görlitz város rendőrségének vezetőjévé nevezték ki. Görlitzi tevékenysége alatt, 1932 novemberében belépett az NSDAP-be.
Hitler hatalomátvételét követően Winkelmannt őrnaggyá léptették elő, majd 1938 júniusában alezredessé. Ugyanebben az évben csatlakozott az SS-hez, amelynek keretében megkapta az SS-Obersturmbannführer rendfokozatot, mely az azelőtt viselt alezredesi rangjának felelt meg. 1938-at követően Winkelmann az SS-en belül működő Ordnungspolizei keretén belül teljesített szolgálatot, Kurt Daluege parancsnoksága alatt, rövidesen ő lett az Ordnungspolizei második legbefolyásosabb embere (Daluege után).
1944. március 19-én Magyarországot megszállták a német csapatok, melynek folyományaként Hitler Edmund Veesenmayert magyarországi német nagykövetté és „birodalmi megbízottá” nevezte ki, míg Winkelmannt az országban állomásozó SS és rendőri csapatok főparancsnokává.
A Winkelmann által felügyelt rendőri csapatok a megszállást követően aktívan részt vettek a magyar politikai ellenzék elleni hajtóvadászatban, a felügyelete alatt álló SS csapatok pedig a magyarországi zsidók deportálását hajtották végre.
1944 decemberében, a Vörös Hadsereg előretörésének következtében Hitler Budapestet erőddé (Festung) nyilvánította, a város parancsnokává pedig Winkelmannt nevezte ki, aki azonban december 5-én kénytelen volt lemondani Karl Pfeffer-Wildenbruch javára (a magyar politikai rendőrség előtt 1945 októberében tett vallomása szerint leváltására azért került sor, mert ellenezte Budapest „utolsó töltényig” való védelmét).
Winkelmann 1945. május 1-jén amerikai fogságba esett. A háború után az új magyar kormány Edmund Veesenmayerrel együtt kikérte őt mint háborús bűnöst. Habár az amerikai kormány kilátásba helyezte kiadatásukat, az eljárás 1948-ig húzódott, végül pedig a hidegháborús helyzet kiéleződése miatt elmaradt. 1945. október 27-én azonban mindkettejüket Magyarországra szállították, ahol a budapesti népbíróság Winkelmannt tanúként hallgatta ki a Sztójay-, Imrédy-, Jaross- és Szálasi-perekben.
A magyar kiadatási kérelem elutasítása után Winkelmannt szabadlábra helyezték, ezt követően hazaköltözött szülővárosába. 1955-ben a kieli városi tanácsban lett képviselő, de három év múlva visszavonult a politikától. 1961-ben Adolf Eichmann perében tanúként hallgatták ki, de – mivel nem volt hajlandó Izraelbe utazni – vallomását az NSZK-ban rögzítették. 1977-ben hunyt el szülővárosában.